# Ḩeydar Ālāt
Ḩeydar Ālāt (persiska: حیدر آلات) är en ort i Iran.   Den ligger i provinsen Gilan, i den nordvästra delen av landet, 250 km nordväst om huvudstaden Teheran. Ḩeydar Ālāt ligger 161 meter över havet och antalet invånare är 716.
Terrängen runt Ḩeydar Ālāt är kuperad åt nordost, men åt sydväst är den bergig. Runt Ḩeydar Ālāt är det ganska tätbefolkat, med 111 invånare per kvadratkilometer. Närmaste större samhälle är Fūman, 13,9 km norr om Ḩeydar Ālāt. I omgivningarna runt Ḩeydar Ālāt växer i huvudsak blandskog.